# レイソン・セプティモ
レイソン・セプティモ・ロハス（Leyson Séptimo Rojas, 1985年7月7日 - ）は、ドミニカ共和国サントドミンゴ出身の元プロ野球選手（投手）。左投左打。

## 経歴

### プロ入りとダイヤモンドバックス傘下時代
2003年にアリゾナ・ダイヤモンドバックスと契約。2010年にAAA級リノ・エーシズに昇格したのが最高で、メジャー経験はなかった。

### ホワイトソックス時代
2011年6月13日にシカゴ・ホワイトソックスに移籍し、AA級バーミングハム・バロンズに所属した。
2012年7月28日にメジャーに初昇格し、翌29日にはニューヨーク・ヤンキース戦の9回に登板すると、アレックス・ロドリゲスとロビンソン・カノから三振を奪った。この年はメジャーで21試合に登板した。
2013年はメジャーに昇格することができず、10月1日にFAとなった。

### 独立リーグ時代
2014年は独立リーグ・アトランティックリーグのサザンメリーランド・ブルークラブスでプレーした。
2015年1月7日にアトランタ・ブレーブスとマイナー契約を結んだが、3月30日にリリースされた。その後は独立リーグ・アトランティックリーグのヨーク・レボリューション、アメリカン・アソシエーションのアマリロ・サンダーヘッズ、ジョプリン・ブラスターズに所属した。

### 中日時代
2016年5月14日からテスト生として中日ドラゴンズの練習に参加し、6月5日に契約を結んだことが発表された。シーズン終了までの契約で年俸は1,000万円（推定）。背番号は98。しかし、3試合登板、0勝1敗、防御率4.26に終わった。オフの12月2日に自由契約公示された。

### 中日退団後
2016-2017シーズンから、ドミニカのウィンターリーグであるリーガ・デ・ベイスボル・プロフェシオナル・デ・ラ・レプブリカ・ドミニカーナ（LIDOM）で3シーズンプレーし、現役を引退した。

## 選手としての特徴
フォーシーム、ツーシームと、変化球は130km/h台のスライダー、チェンジアップを持ち球とする。最大の武器はファストボール。

## 詳細情報

### 年度別投手成績
| 年 度    | 球 団    | 登 板 | 先 発 | 完 投 | 完 封 | 無 四 球 | 勝 利 | 敗 戦 | セ 丨 ブ | ホ 丨 ル ド | 勝 率 | 打 者 | 投 球 回 | 被 安 打 | 被 本 塁 打 | 与 四 球 | 敬 遠 | 与 死 球 | 奪 三 振 | 暴 投 | ボ 丨 ク | 失 点 | 自 責 点 | 防 御 率 | W H I P |
| -------- | -------- | ----- | ----- | ----- | ----- | -------- | ----- | ----- | -------- | ----------- | ----- | ----- | -------- | -------- | ----------- | -------- | ----- | -------- | -------- | ----- | -------- | ----- | -------- | -------- | ------- |
| 2012     | CWS      | 21    | 0     | 0     | 0     | 0        | 0     | 2     | 0        | 0           | .000  | 58    | 14.1     | 8        | 3           | 6        | 1     | 1        | 14       | 2     | 0        | 8     | 8        | 5.02     | 0.98    |
| 2016     | 中日     | 3     | 1     | 0     | 0     | 0        | 0     | 1     | 0        | 0           | .000  | 30    | 6.1      | 8        | 0           | 3        | 0     | 0        | 1        | 1     | 0        | 4     | 3        | 4.26     | 1.74    |
| MLB：1年 | MLB：1年 | 21    | 0     | 0     | 0     | 0        | 0     | 2     | 0        | 0           | .000  | 58    | 14.1     | 8        | 3           | 6        | 1     | 1        | 14       | 2     | 0        | 8     | 8        | 5.02     | 0.98    |
| NPB：1年 | NPB：1年 | 3     | 1     | 0     | 0     | 0        | 0     | 1     | 0        | 0           | .000  | 30    | 6.1      | 8        | 0           | 3        | 0     | 0        | 1        | 1     | 0        | 4     | 3        | 4.26     | 1.74    |

### 記録
NPB投手記録
- 初登板・初先発：2016年7月13日、対横浜DeNAベイスターズ14回戦（横浜スタジアム）、5回3失点で敗戦投手
- 初奪三振：2016年8月27日、対広島東洋カープ18回戦（ナゴヤドーム）、7回表に田中広輔から空振り三振

### 背番号
- 98 （2016年）